# Rima potencial
La rima potencial es una innovación moderna del poeta y académico cubano Luis Ángel Casas. Consiste en un tercer tipo de rima que, junto a la  consonante y la asonante, completaría el sistema de rimas de la poesía en castellano.
Este tipo de rima es bastante menos usual que los tradicionales, en parte por su dificultad técnica.
Es definida por su creador como "rima en potencia, no asonate, ni consonante".
Una de las características propias de esta rima es ser independiente de la acentuación de las sílabas. Se basa principalmente en figuras que recurren a parecidos fonéticos como, por ejemplo, la paranomasia y la aliteración.
Ejemplos de palabras que riman en potencial son tesoro y Teresa, labios y viola, velos y veloz, lápiz y tapiz.
En los siguientes versos de Luis Ángel Casas puede observarse la rima potencial:

Con sentimientos dispares

no lo verán disparar

los tiros de otro revólver

ni los astros revolver.

Un estudio detallado sobre la rima potencial, realizado por Casas, ha sido presentado ante diversas academias, como la Academia Cubana de la Lengua, la Academia Hondureña de la Lengua, y la Real Academia Española.